# Tawanda Chirewa
Tawanda Blessing Chirewa (Chelmsford, 11 ottobre 2003) è un calciatore inglese naturalizzato zimbabwese, centrocampista del Wolverhampton.

## Carriera

### Club
Chirewa è cresciuto nel settore giovanile dell'Ipswich Town con cui ha debuttato il 12 novembre 2019 nei minuti finali dell'incontro di EFL Trophy perso 1-0 contro il Colchester Utd. Ha firmato il suo primo contratto professionistico il 2 novembre 2020.
Rimasto svincolato, il 18 settembre 2023 ha firmato con il Wolverhampton. Il 22 gennaio 2024 ha debuttato in Premier League nell'incontro pareggiato 0-0 contro il Brighton.

### Nazionale
Nel marzo 2024 è stato convocato per la prima volta dalla nazionale zimbabwese.

## Statistiche

### Presenze e reti nei club
Statistiche aggiornate al 13 aprile 2024.
| Stagione        | Squadra         | Campionato      | Campionato | Campionato | Coppe nazionali | Coppe nazionali | Coppe nazionali | Coppe continentali | Coppe continentali | Coppe continentali | Altre coppe | Altre coppe | Altre coppe | Totale | Totale | Totale |
| Stagione        | Squadra         | Comp            | Pres       | Reti       | Comp            | Pres            | Reti            | Comp               | Pres               | Reti               | Comp        | Pres        | Reti        | Pres   | Reti   |        |
| --------------- | --------------- | --------------- | ---------- | ---------- | --------------- | --------------- | --------------- | ------------------ | ------------------ | ------------------ | ----------- | ----------- | ----------- | ------ | ------ | ------ |
| 2019-2020       | Ipswich Town    | FL1             | 0          | 0          | FACup+CdL       | 0               | 0               |                    | -                  | -                  | FLT         | 1           | 0           | 1      | 0      |        |
| 2020-2021       | Ipswich Town    | FL1             | 0          | 0          | FACup+CdL       | 0               | 0               |                    | -                  | -                  | FLT         | 0           | 0           | 0      | 0      |        |
| 2021-2022       | Ipswich Town    | FL1             | 0          | 0          | FACup+CdL       | 0               | 0               |                    | -                  | -                  | FLT         | 0           | 0           | 0      | 0      |        |
| 2022-2023       | Ipswich Town    | FL1             | 0          | 0          | FACup+CdL       | 1+1             | 0               |                    | -                  | -                  | FLT         | 0           | 0           | 2      | 0      |        |
| 2023-2024       | Wolverhampton   | PL              | 8          | 0          | FACup+CdL       | 2+0             | 0               |                    | -                  | -                  |             | -           | -           | 10     | 0      |        |
| Totale carriera | Totale carriera | Totale carriera | 8          | 0          |                 | 4               | 0               |                    | -                  | -                  |             | 1           | 0           | 13     | 0      |        |

### Cronologia presenze e reti in nazionale
| Cronologia completa delle presenze e delle reti in nazionale ― Zimbabwe | Cronologia completa delle presenze e delle reti in nazionale ― Zimbabwe | Cronologia completa delle presenze e delle reti in nazionale ― Zimbabwe | Cronologia completa delle presenze e delle reti in nazionale ― Zimbabwe | Cronologia completa delle presenze e delle reti in nazionale ― Zimbabwe | Cronologia completa delle presenze e delle reti in nazionale ― Zimbabwe | Cronologia completa delle presenze e delle reti in nazionale ― Zimbabwe | Cronologia completa delle presenze e delle reti in nazionale ― Zimbabwe |
| Data                                                                    | Città                                                                   | In casa                                                                 | Risultato                                                               | Ospiti                                                                  | Competizione                                                            | Reti                                                                    | Note                                                                    |
| ----------------------------------------------------------------------- | ----------------------------------------------------------------------- | ----------------------------------------------------------------------- | ----------------------------------------------------------------------- | ----------------------------------------------------------------------- | ----------------------------------------------------------------------- | ----------------------------------------------------------------------- | ----------------------------------------------------------------------- |
| 7-6-2024                                                                | Soweto                                                                  | Zimbabwe                                                                | 0 – 2                                                                   | Lesotho                                                                 | Qual. Mondiali 2026                                                     | -                                                                       | 68’                                                                     |
| 11-6-2024                                                               | Aichi                                                                   | Sudafrica                                                               | 3 – 1                                                                   | Zimbabwe                                                                | Qual. Mondiali 2026                                                     | -                                                                       | 90+2’                                                                   |
| 6-9-2024                                                                | Kampala                                                                 | Kenya                                                                   | 0 – 0                                                                   | Zimbabwe                                                                | Qual. Coppa d'Africa 2025                                               | 1                                                                       | 58’                                                                     |
| 10-9-2024                                                               | Kampala                                                                 | Zimbabwe                                                                | 0 – 0                                                                   | Camerun                                                                 | Qual. Coppa d'Africa 2025                                               | -                                                                       | 86’                                                                     |
| 25-3-2025                                                               | Uyo                                                                     | Nigeria                                                                 | 1 – 1                                                                   | Zimbabwe                                                                | Qual. Mondiali 2026                                                     | 1                                                                       | 80’                                                                     |
| Totale                                                                  |                                                                         | Presenze                                                                | 5                                                                       |                                                                         | Reti                                                                    | 2                                                                       |                                                                         |